# منتخب بوليفيا لكرة القدم الشاطئية
منتخب بوليفيا لكرة القدم الشاطئية (بالإسبانية: Selección de fútbol playa de Bolivia) هو ممثل بوليفيا الرسمي في المنافسات الدولية في كرة قدم شاطئية
.